# Gleipnir
Gleipnir – w mitologii nordyckiej magiczny sznur wykonany przez krasnoludy, z pozoru cienki i słaby jak atłas, ale w rzeczywistości mocniejszy niż jakikolwiek inny. Gleipnir został wykonany za pomocą czarów z tupotu kocich stóp, brody kobiety, korzenia góry, ścięgien niedźwiedzia, oddechu ryby i śliny ptaka. Dopiero nim udało się Azom związać wilka Fenrira. Do Gleipnira dołączony jest łańcuch Gelgia, osadzony w skale Gioll na wyspie Lyngvi.
Bogowie postanowili związać na zawsze Fenrira ze względu na jego wielkość i moc, czyli również zagrożenie ich własnego życia. W tym celu zrobiono dwa mocne łańcuchy Løding i Dromi, które wilk jednak bez trudu rozerwał. Pod pretekstem przetestowania jego siły założono mu magiczny sznur, wyglądający bardzo niepozornie. Wilk zwęszył podstęp i pozwolił się związać tylko pod warunkiem, że jeden z bogów włoży mu do paszczy prawą dłoń. Zgodził się na to Tyr. Fenrirowi założono pęta – im bardziej się szarpał, tym mocniej się zaciskały. Odgryzł Tyrowi dłoń, ale pozostał spętany. 
W dniu Ragnarök wszystkie więzy opadną i Fenrir ruszy na Asgard.